# Langsom
Langsom è un singolo del rapper danese Gilli, pubblicato il 31 dicembre 2017.

## Tracce
Testi di Kian Rosenberg Larsson.
1. Langsom – 3:29

## Formazione
- Gilli – voce
- Hennedub – tastiera, basso, produzione
- Jesper Vivid Vestergaard – mastering, missaggio

## Classifiche

### Classifiche settimanali
| Classifica (2018) | Posizione massima |
| ----------------- | ----------------- |
| Danimarca         | 1                 |

### Classifiche di fine anno
| Classifica (2018) | Posizione |
| ----------------- | --------- |
| Danimarca         | 5         |